# Рангирано гласање
Рангирано гласање, позиционо гласање или вишеструко непреносиво гласање је изборни систем у ком опције (или кандидати) добијају поене на основу својег ранка на сваком гласачком листићу, где опција са највише поена побеђује. У било ком пару резултата, опција са мање поена је увек мање популарна. Могуће је да имају исте вредности, али никада она са мање поена није популарнија. Редослед поена може да се бира произвољно (нпр. на Песми Евровизије), да има аритметичку прогресију (Бордин преференцијални метод), геометријску прогресију (позициона нотација) или хармонску прогресију. Вредности поена имају велики утицај на коначан ранг кандидата. Што је већа разлика између поена додељених при почетку секвенце, то је систем поларизованији и мање-консензуалан.
Треба направити разлику између овог система, рејтиншког гласања и оцењивања. У овом систему, број поена за неку опцију је одређен ранком неког кандидата. У рејтиншком гласању, исто као у рангираном гласању, сви бирачи праве листу преференци. Ако неки кандидат нема већину међу првим изборима, најнепопуларнија опција се уклања, а гласови људи који су ту опцију имали као прву се расподељују по другој преференци. У оцењивању, свако има право да било који број поена (у задатом рангу) додели било ком кандидату

## Гласање и бројање гласова
У позиционом гласању, сваки бирач попуњава листић на ком је хијерархија њихових преференци. Свака позиција у њиховој хијерархији носи одређен број поена. Углавном, што је нека опција на вишем месту у нечијој хијерархији, то више поена је тој опцији додељено. Понекад, пар опција заредом може да носи исти број поена, али никада нижа опција не носи више поена од неке изнад ње.
У неким случајевима, гласачима је дозвољено да поставе хијерархију за само једну или пар преференци, а да остале не рангирају, чиме се те опције сматрају безвредним. Такође, неки системи могу да ограниче број преференци које могу да се изаберу. На пример на Песми Евровизије само првих десет преференци гласања неке државе добијају поене, иако се такмичи више од 10 земаља, где остале преференце добијају 0 поена. Гласачки листићи са изједначеним резултатима у позиционом гласању се углавном сматрају неважећим.
Бројање гласова је једноставно. Све преференце добијају поене у складу са гласовима које су бирачи уписали, сви поени за неку преференцу се сабирају, све збирови се рангирају и она са највише поена је победница.

## Пример рангираног гласања
Замислите да Србија има референдум да одлучи где ће јој бити главни град. У овом измишљеном примеру, нек цело изборно тело Србије од 100 људи живи у само 4 града: Београду, Краљеву, Приштини и Нишу, и да сви желе да живе што је ближе главном граду што је то могуће.
Кандидати за главни град су:
- Београд, највећи град у држави, са 42% бирача, али је далеко од других градова.
- Краљево, са 26% гласача
- Ниш, са 17% гласача
- Приштина, са 15% гласача

Преференце би биле овако подељене
| 42% бирача (Београд)                     | 26% бирача (Краљево)                     | 17% бирача (Ниш)                         | 15% бирача (Приштина)                    |
| ---------------------------------------- | ---------------------------------------- | ---------------------------------------- | ---------------------------------------- |
| 1. Београд 2. Краљево 3. Ниш 4. Приштина | 1. Краљево 2. Ниш 3. Приштина 4. Београд | 1. Ниш 2. Приштина 3. Краљево 4. Београд | 1. Приштина 2. Ниш 3. Краљево 4. Београд |

Нек прва преференца вреди 4 поена, друга 3, трећа 2 и четврта 1 поен.
| Место пребивалишта | Рачуница                  | Резултат |
| ------------------ | ------------------------- | -------- |
| Београд            | 42·4 + 26·1 + 17·1 + 15·1 | 226      |
| Краљево            | 42·3 + 26·4 + 17·2 + 15·2 | 294      |
| Ниш                | 42·2 + 26·3 + 17·4 + 15·3 | 275      |
| Приштина           | 42·1 + 26·2 + 17·3 + 15·4 | 205      |

Иако Београд има највише становника, Краљево има највише поена јер је најпопуларнија опција међу свим градовима заједно. Овај систем има за циљ да оствари компромис.

## Други системи

### Гласање са тренутним отицањем
У гласању са тренутним отицањем, исто као у рангираном гласању, сви бирачи праве листу преференци. Ако неки кандидат нема већину међу првим изборима, најнепопуларнија опција се уклања, а гласови људи који су ту опцију имали као прву се расподељују по другој преференци. Овај процес се понавља док нека опција не добије већину.
| Место пребивалишта | Резултат |
| ------------------ | -------- |
| Београд            | 42%      |
| Краљево            | 26%      |
| Ниш                | 17%      |
| Приштина           | 15%      |

| Место пребивалишта | Резултат |
| ------------------ | -------- |
| Београд            | 42%      |
| Краљево            | 26%      |
| Ниш                | 32%      |

| Место пребивалишта | Резултат |
| ------------------ | -------- |
| Београд            | 42%      |
| Ниш                | 58%      |

### Гласање већине у два круга
У првом кругу гласања, сви бирају само једну преференцу. Ако ни једна опција не добија апсолутну већину (50%+1 глас), две најпопуларније опције иду у други круг гласања. Овај систем се тренутно користи на председничким изборима у Србији.
| Место пребивалишта | Резултат |
| ------------------ | -------- |
| Београд            | 42%      |
| Краљево            | 26%      |
| Ниш                | 17%      |
| Приштина           | 15%      |

| Место пребивалишта | Резултат |
| ------------------ | -------- |
| Београд            | 42%      |
| Краљево            | 58%      |

### Гласање против
У овом систему, свако даје по 1 поен свим кандидатима који им нису најлошији избор.
| Место пребивалишта | Резултат |
| ------------------ | -------- |
| Београд            | 42       |
| Краљево            | 100      |
| Ниш                | 100      |
| Приштина           | 58       |